# Vilhelm Rothe
Vilhelm Rothe, född 13 oktober 1800 i Köpenhamn, död där 9 januari 1878, var en dansk präst. Han var sonson till Tyge Rothe och bror till Viggo Rothe.
Rothe tog 1829 teologie licentiat- och 1839 doktorsgrad, var 1834–43 lektor vid Sorø Akademi och 1843–76 kyrkoherde i Vemmelev vid Slagelse. Utom betydande dogmatiska avhandlingar under pseudonymen Erasmus Næpius (1852–54) och flera småskrifter om kyrkoförfattningen författade han Det danske Kirkeaar og dets Perikoper (1836; fjärde upplagan 1878), Den danske Kirkebygning (1850) och To Bøger om vore apostoliske Trosartiklers Oprindelse og Udvikling (1878).

## Familj
Vilhelm Rothe var son till Christian Rothe (1770–1852) och Charlotte C. Muller (1773–1814). Han var gift två gånger, först med Thora Oldenburg, som avled 1831, och andra gången med Frederikke Amalie Ewald (död 1891).